# Farrah Abraham
Farrah Abraham (Omaha, Nebraska, 1991. május 31. –) amerikai énekes, pornószínész, zenész, sztriptíztáncos és önéletrajzíró. Édesapja szír, édesanyja dán és olasz (szicíliai) felmenőkkel rendelkezik. 2008-ban nagyon fiatalon esett teherbe, ezzel hívta fel magára a figyelmet.

## Filmográfia
- 2008: Várandós tinik (realitysorozat)
- 2009-12: Tini Mami 1-4 (realitysorozat, 4 évad)
- 2013: Tini Mami – A legeslegkedvencebb pillanatok (brit tévéműsor, műsorvezető).

## Diszkográfia
- 2012 júniusa: első lemeze, Leányálmom szertefoszlott (10 dal)
- Az első kislemez: 2012. augusztus, Liar Liar (Hazug, hazug).

## Bibliográfia
- 2012 augusztusa: első könyve, Leányálmom szertefoszlott

## További információ
- Hivatalos oldal
- Farrah Abraham a Facebookon
- Farrah Abraham az Internet Movie Database-ben (angolul)
- Farrah Abraham a Rotten Tomatoeson (angolul)